# 依佐美村
依佐美村（よさみむら）は、かつて愛知県碧海郡にあった村である。
猿渡川（境川支流）南岸の村であり、昭和の大合併で分割され、2市に編入された。現在の安城市西北部、刈谷市南部に該当する。
依佐美送信所（軍用無線送信所）が設置されていた。

## 沿革
- 江戸時代末期、この地域は刈谷藩領[2]、旗本領、寺社領などが混在していた。
- 1878年（明治11年） - 犬ヶ坪村と小垣江村が合併し、小垣江村となる。
- 1889年（明治22年）10月1日 -
  - 下重原村、半城土村、高須村が合併し、下重原村となる。
  - 高棚村と榎前村が合併し、高棚村となる。
- 1890年（明治23年）10月20日 - 高棚村から榎前村が分立する。
- 1891年（明治24年）8月14日 - 下重原村が分立し、半高村（旧・半城土村、高須村）、重原村（旧・下重原村）[3]となる。
- 1906年（明治39年）5月1日 - 高棚村、小垣江村、野田村、半高村、榎前村の一部[4]が依佐美村となる。
- 1955年（昭和30年）4月1日 - 分割され、安城市、刈谷市に編入される。

### 現在の地名との関係
- 安城市に編入
  - 依佐美村大字高棚、井杭山、二本木[5]（現・安城市高棚町、井杭山町、二本木町）
- 刈谷市に編入
  - 依佐美村大字半城土、高須、小垣江、野田（現・刈谷市半城土町、高須町、小垣江町、野田町など）

## 教育

### 小学校
- 依佐美村立小垣江小学校（現・刈谷市立小垣江小学校）
- 依佐美村立野田小学校（1958年に半高小学校と統合。現・刈谷市立双葉小学校）
- 依佐美村立半高小学校（1958年に野田小学校と統合。現・刈谷市立双葉小学校）
- 依佐美村立高棚小学校（現・安城市立高棚小学校）

### 中学校
- 依佐美村立依佐美中学校（現・刈谷市立依佐美中学校）

## 交通

### 鉄道
- 名古屋鉄道三河線
  - 小垣江駅

東海道本線は通過するのみであり、依佐美村に駅はなかった。

## 神社・仏閣

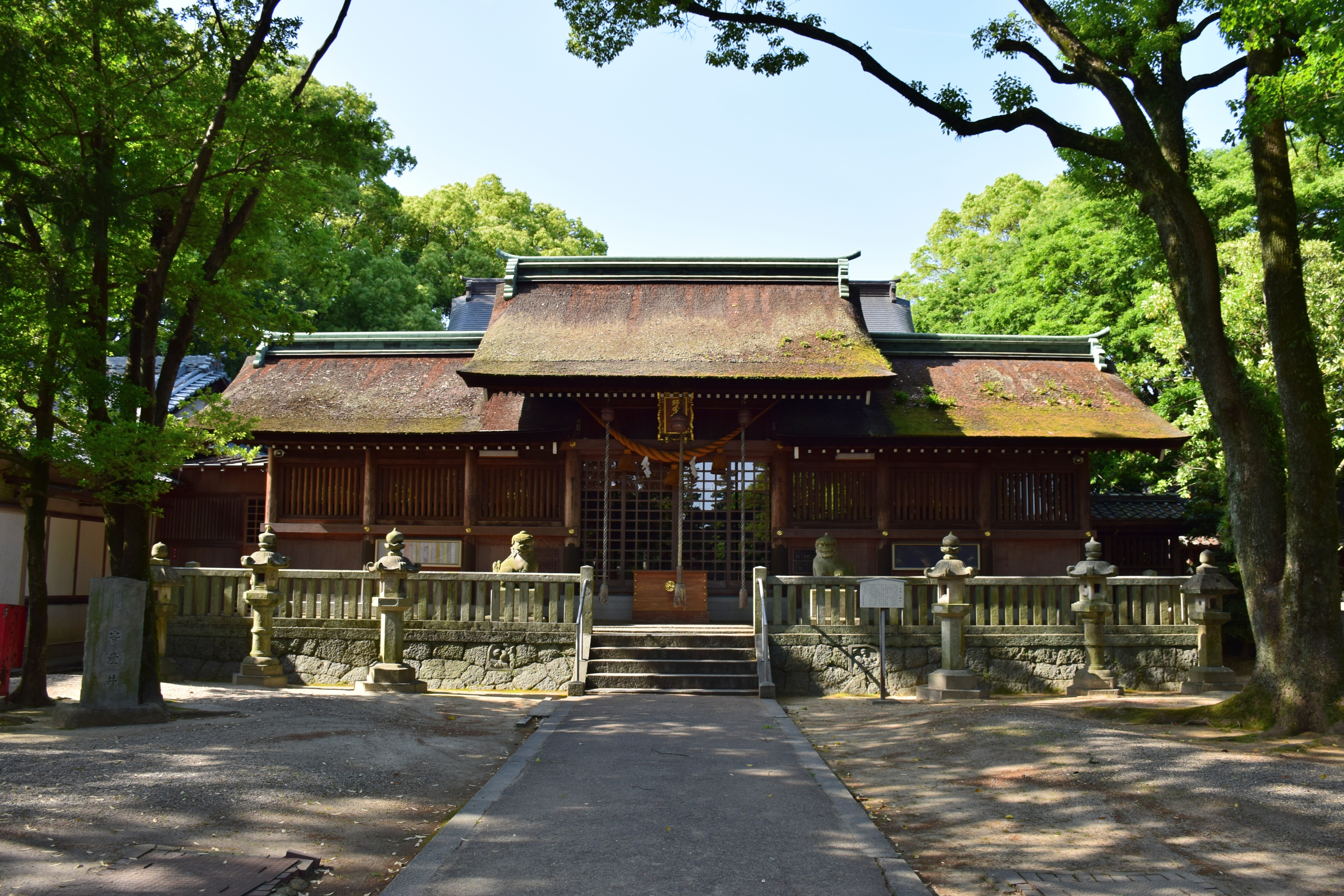
野田八幡宮

- 野田八幡宮
- 小垣江神明神社
- 高須天神社
- 天満神社
- 昌福寺